# NOAA Commissioned Officer Corps
Pour les articles homonymes, voir NOAA (homonymie).
Le National Oceanic and Atmospheric Administration Commissioned Officer Corps, aussi connu sous le nom de NOAA Commissioned Officer Corps, ou plus simplement NOAA Corps, est l'un des huit services en uniforme des États-Unis. Il dépend de l'Agence américaine d'observation océanique et atmosphérique (NOAA), une agence scientifique dépendant elle-même du département du Commerce des États-Unis. Le NOAA Corps est l'un des deux services en uniforme américain, avec le United States Public Health Service Commissioned Corps, à n'être composé que d'officiers commissionnés sans grades inférieurs d'hommes du rang et de sous-officiers.
Créé en 1970, le NOAA Corps est le successeur du United States Coast and Geodetic Survey Corps (1917–1965) et du Environmental Science Services Administration Corps (ESSA Corps) (1965–1970).

## Directeurs duNOAA Corpset de ses précédentes organisations
| Image                                                                           | Grade                                         | Nom                                           | Période                                       | Notes |
| United States Coast and Geodetic Survey Corps                                   | United States Coast and Geodetic Survey Corps | United States Coast and Geodetic Survey Corps | United States Coast and Geodetic Survey Corps | United States Coast and Geodetic Survey Corps                                                                                                   |
| ------------------------------------------------------------------------------- | --------------------------------------------- | --------------------------------------------- | --------------------------------------------- | --- |
|                                                                                 |                                               | Ernest Lester Jones                           | 1915–1929                                     | Premier directeur, Coast and Geodetic Survey Corps                                                                                              |
|                                                                                 | Capitaine/Contre-amiral                       | Raymond Stanton Patton                        | 1929–1937                                     | [ 12 ] |
|                                                                                 | Contre-amiral                                 | Leo Otis Colbert                              | 1938–1950                                     | [ 12 ] |
|                                                                                 | Contre-amiral                                 | Robert Francis Anthony Studds                 | 1950–1955                                     | [ 12 ] |
|                                                                                 | Contre-amiral                                 | Henry Arnold Karo                             | 1955–1965                                     | Dernier directeur, Coast and Geodetic Survey Corps. Promu vice admiral en 1965 et servit en tant que Deputy Administrator, ESSA de 1965 à 1967. |
| Environmental Science Services Administration Commissioned Corps (ESSA Corps)   |                                               |                                               |                                               | |
|                                                                                 | Contre-amiral                                 | James C. Tison, Jr                            | 1965–1968                                     | Premier directeur, ESSA Corps |
|                                                                                 | Contre-amiral                                 | Don A. Jones                                  | 1968–1970                                     | Dernier directeur, ESSA Corps. Servi en tant que directeur, National Ocean Survey 1970 – 1972.                                                  |
| National Oceanic and Atmospheric Administration Commissioned Corps (NOAA Corps) |                                               |                                               |                                               | |
|                                                                                 | Contre-amiral                                 | Harley D. Nygren                              | 1970–1980                                     | Premier directeur, NOAA Commissioned Officer Corps                                                                                              |
|                                                                                 | Contre-amiral                                 | Kelly E. Taggart                              | 1980–1986                                     | [ 14 ] |
|                                                                                 | Contre-amiral                                 | Francis D. Moran                              | 1986–1990                                     | [ 15 ] |
|                                                                                 | Contre-amiral                                 | Sigmund R. Petersen                           | 1990–1995                                     | [ 16 ] |
|                                                                                 | Contre-amiral                                 | William L. Stubblefield                       | 1995–1999                                     | [ 17 ] |
|                                                                                 | Contre-amiral                                 | Evelyn J. Fields                              | 1999–2003                                     | [ 18 ] |
|                                                                                 | Contre-amiral                                 | Samuel P. De Bow, Jr.                         | 2003–2007                                     | [ 19 ] |
|                                                                                 | Contre-amiral                                 | Jonathan W. Bailey                            | 2007–2012                                     | [ 20 ] |
|                                                                                 | Contre-amiral                                 | Michael S. Devany                             | 2012–2014                                     | Promu vice admiral le 2 janvier 2014 et occupe aujourd'hui le poste de Deputy Under Secretary for Operations, NOAA.                             |
|                                                                                 | Contre-amiral                                 | David A. Score                                | 2014–2017                                     | [ 22 ] |
|                                                                                 | Contre-amiral                                 | Michael J. Silah                              | 2017–2021                                     | [ 23 ] |
|                                                                                 | Contre-amiral                                 | Nancy A. Hann                                 | 2021–Aujourd'hui                              | [ 24 ] |

## Présentation des grades disponibles avec leur décoration
|      |      |      |      |
| VADM | RADM | RDML | CAPT |

| Commander | Lieutenant commander | Lieutenant | Lieutenant (junior grade) | Enseigne |
| O-5       | O-4                  | O-3        | O-2                       | O-1      |
| --------- | -------------------- | ---------- | ------------------------- | -------- |
|           |                      |            |                           |          |
| CDR       | LCDR                 | LT         | LTJG                      | ENS      |